# دبیان گنو/هرد
دبیان گنو/هِرد (به انگلیسی: Debian GNU/Hurd) یکی از توزیع‌های سیستم‌عامل گنو است که از ریزهسته گنو هرد استفاده می‌کند و توسط پروژه دبیان توسعه داده می‌شود. دبیان گنو/هرد از سال ۱۹۹۸ در حال توسعه می‌باشد و در مه ۲۰۱۳ بعد از سازگار کردن ۷۸ درصد از بسته‌های نرم‌افزاری دبیان گنو/لینوکس با گنو/هرد به صورت رسمی منتشر شد. اگرچه هرد به صورت مداوم در حال توسعه است ولی هنوز برای استفادهٔ روزمره مناسب نیست. عمدهٔ کاربران دبیان از دبیان به همراه هسته لینوکس (دبیان گنو/لینوکس) استفاده می‌کنند.